# Sweat (A La La La La Long)
Sweat (A La La La La Long) is een single van de Jamaicaanse band Inner Circle uit 1992. Het werd tweemaal als single gereleased; in 1992 voor Europa en in 1993 voor Noord-Amerika en Oceanië. Het stond in 1992 als eerste track op het album Bad to the Bone.

## Achtergrond
Sweat (A La La La La Long) is geschreven door Ian Lewis en Roger Lewis en geproduceerd door Ian Lewis, Roger Lewis en Touter Harvey. De seksueel getinte tekst was bij uitbrengen enigszins controversieel. Desondanks was het een enorme hit. De single heeft in Nederland de gouden status. Het stond op de eerste plaats in de Nederlandse Top 40 en in de Nationale Top 100, in Vlaanderen en in andere landen als Zwitserland, Duitsland en Nieuw-Zeeland. De populariteit op het nummer volgde nadat Bad Boys eerder de hitlijsten bestormde. In 2004 bracht de band een nieuwe versie van het lied uit met Lady Saw getiteld "Sweat (A La La La La Long) 2004".

## Hitnoteringen

### Nederlandse Top 40
| Hitnotering: 05-09-1992 t/m 09-01-1993 | Hitnotering: 05-09-1992 t/m 09-01-1993 | Hitnotering: 05-09-1992 t/m 09-01-1993 | Hitnotering: 05-09-1992 t/m 09-01-1993 | Hitnotering: 05-09-1992 t/m 09-01-1993 | Hitnotering: 05-09-1992 t/m 09-01-1993 | Hitnotering: 05-09-1992 t/m 09-01-1993 | Hitnotering: 05-09-1992 t/m 09-01-1993 | Hitnotering: 05-09-1992 t/m 09-01-1993 | Hitnotering: 05-09-1992 t/m 09-01-1993 | Hitnotering: 05-09-1992 t/m 09-01-1993 | Hitnotering: 05-09-1992 t/m 09-01-1993 | Hitnotering: 05-09-1992 t/m 09-01-1993 | Hitnotering: 05-09-1992 t/m 09-01-1993 | Hitnotering: 05-09-1992 t/m 09-01-1993 | Hitnotering: 05-09-1992 t/m 09-01-1993 | Hitnotering: 05-09-1992 t/m 09-01-1993 | Hitnotering: 05-09-1992 t/m 09-01-1993 | Hitnotering: 05-09-1992 t/m 09-01-1993 | Hitnotering: 05-09-1992 t/m 09-01-1993 |
| Week                                   | 1                                      | 2                                      | 3                                      | 4                                      | 5                                      | 6                                      | 7                                      | 8                                      | 9                                      | 10                                     | 11                                     | 12                                     | 13                                     | 14                                     | 15                                     | 16                                     | 17                                     | 18                                     |                                        |
| -------------------------------------- | -------------------------------------- | -------------------------------------- | -------------------------------------- | -------------------------------------- | -------------------------------------- | -------------------------------------- | -------------------------------------- | -------------------------------------- | -------------------------------------- | -------------------------------------- | -------------------------------------- | -------------------------------------- | -------------------------------------- | -------------------------------------- | -------------------------------------- | -------------------------------------- | -------------------------------------- | -------------------------------------- | -------------------------------------- |
| Nummer                                 | 34                                     | 18                                     | 10                                     | 5                                      | 2                                      | 2                                      | 1                                      | 1                                      | 1                                      | 1                                      | 1                                      | 2                                      | 4                                      | 7                                      | 12                                     | 21                                     | 32                                     | 39                                     | uit                                    |

### Nationale Top 100
| Hitnotering: 29-08-1992 t/m 23-01-1993 | Hitnotering: 29-08-1992 t/m 23-01-1993 | Hitnotering: 29-08-1992 t/m 23-01-1993 | Hitnotering: 29-08-1992 t/m 23-01-1993 | Hitnotering: 29-08-1992 t/m 23-01-1993 | Hitnotering: 29-08-1992 t/m 23-01-1993 | Hitnotering: 29-08-1992 t/m 23-01-1993 | Hitnotering: 29-08-1992 t/m 23-01-1993 | Hitnotering: 29-08-1992 t/m 23-01-1993 | Hitnotering: 29-08-1992 t/m 23-01-1993 | Hitnotering: 29-08-1992 t/m 23-01-1993 | Hitnotering: 29-08-1992 t/m 23-01-1993 | Hitnotering: 29-08-1992 t/m 23-01-1993 | Hitnotering: 29-08-1992 t/m 23-01-1993 | Hitnotering: 29-08-1992 t/m 23-01-1993 | Hitnotering: 29-08-1992 t/m 23-01-1993 | Hitnotering: 29-08-1992 t/m 23-01-1993 | Hitnotering: 29-08-1992 t/m 23-01-1993 | Hitnotering: 29-08-1992 t/m 23-01-1993 | Hitnotering: 29-08-1992 t/m 23-01-1993 | Hitnotering: 29-08-1992 t/m 23-01-1993 | Hitnotering: 29-08-1992 t/m 23-01-1993 | Hitnotering: 29-08-1992 t/m 23-01-1993 |
| Week                                   | 1                                      | 2                                      | 3                                      | 4                                      | 5                                      | 6                                      | 7                                      | 8                                      | 9                                      | 10                                     | 11                                     | 12                                     | 13                                     | 14                                     | 15                                     | 16                                     | 17                                     | 18                                     | 19                                     | 20                                     | 21                                     |                                        |
| -------------------------------------- | -------------------------------------- | -------------------------------------- | -------------------------------------- | -------------------------------------- | -------------------------------------- | -------------------------------------- | -------------------------------------- | -------------------------------------- | -------------------------------------- | -------------------------------------- | -------------------------------------- | -------------------------------------- | -------------------------------------- | -------------------------------------- | -------------------------------------- | -------------------------------------- | -------------------------------------- | -------------------------------------- | -------------------------------------- | -------------------------------------- | -------------------------------------- | -------------------------------------- |
| Nummer                                 | 99                                     | 57                                     | 33                                     | 18                                     | 9                                      | 4                                      | 2                                      | 1                                      | 1                                      | 1                                      | 1                                      | 2                                      | 2                                      | 6                                      | 10                                     | 14                                     | 17                                     | 24                                     | 48                                     | 57                                     | 67                                     | uit                                    |